# Momo (entreprise)
Pour les articles homonymes, voir Momo.

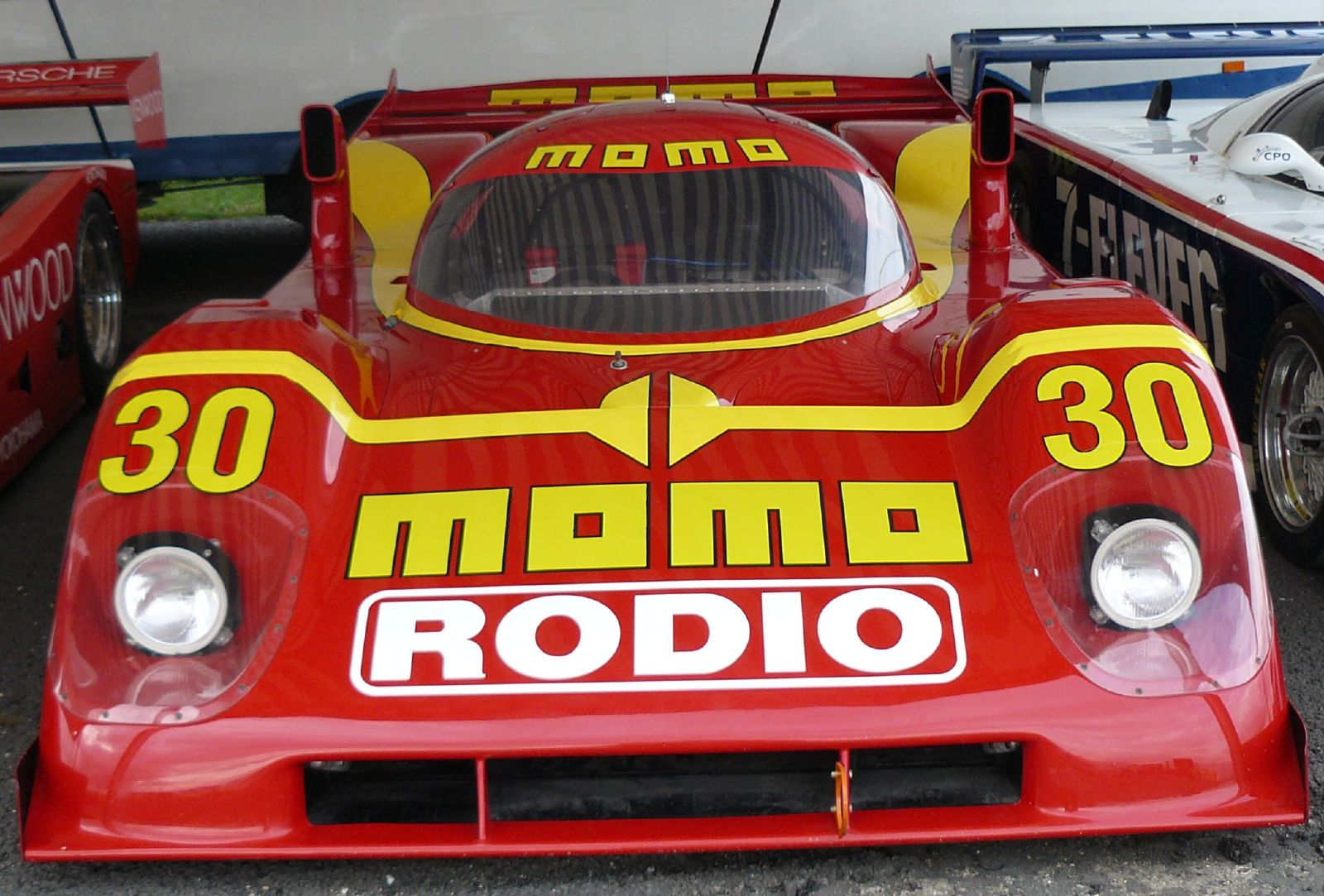
La Nissan NPT-90 de 1993

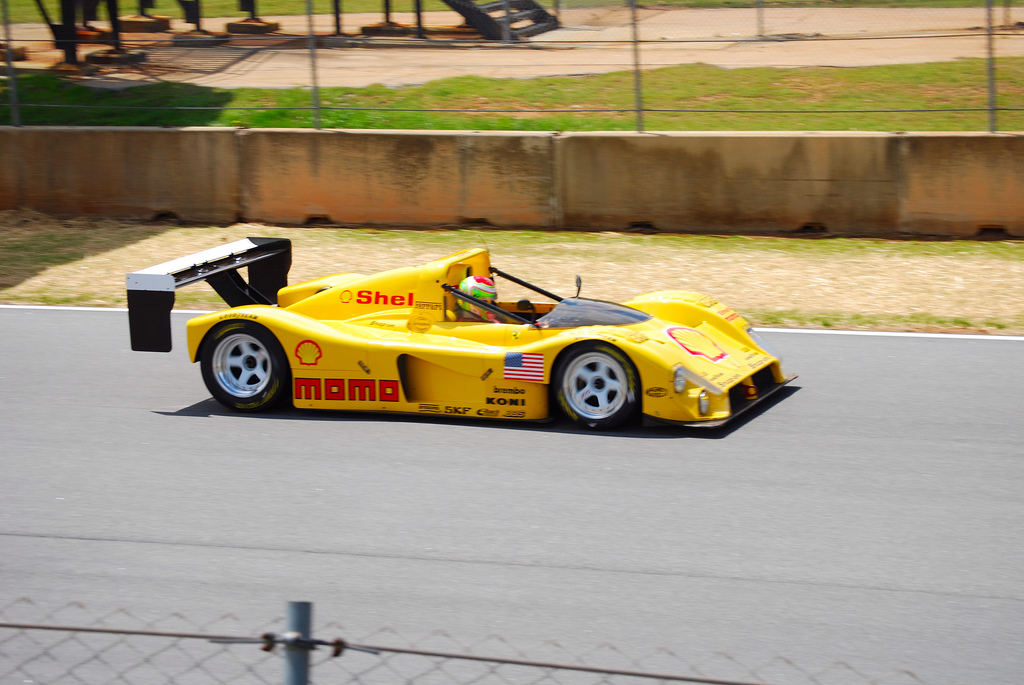
La Ferrari 333 SP

MOMO Srl est une société de design italienne fondée en 1964 à Milan, en Lombardie qui conçoit et fabrique des accessoires et pièces pour automobiles. L'entreprise a été fondée par Giampiero Moretti. MOMO Design est une société indépendante depuis la fin des années 1990.

## Historique
L'entreprise MOMO a été fondée par l'entrepreneur et pilote italien Giampiero Moretti au début des années 1960. Son nom est une association des deux premières lettres de Moretti et de Monza.

## Produits
La gamme des produits MOMO va des accessoires comme les volants (pour la compétition et le tuning), les jantes en alliage, les pommeaux de levier de vitesses, jusqu'aux équipement de course comme des sièges baquets ou des tenues ignifugées (gants, chaussures, combinaisons, sous-vêtements) pour les pilotes.

### MOMO Design

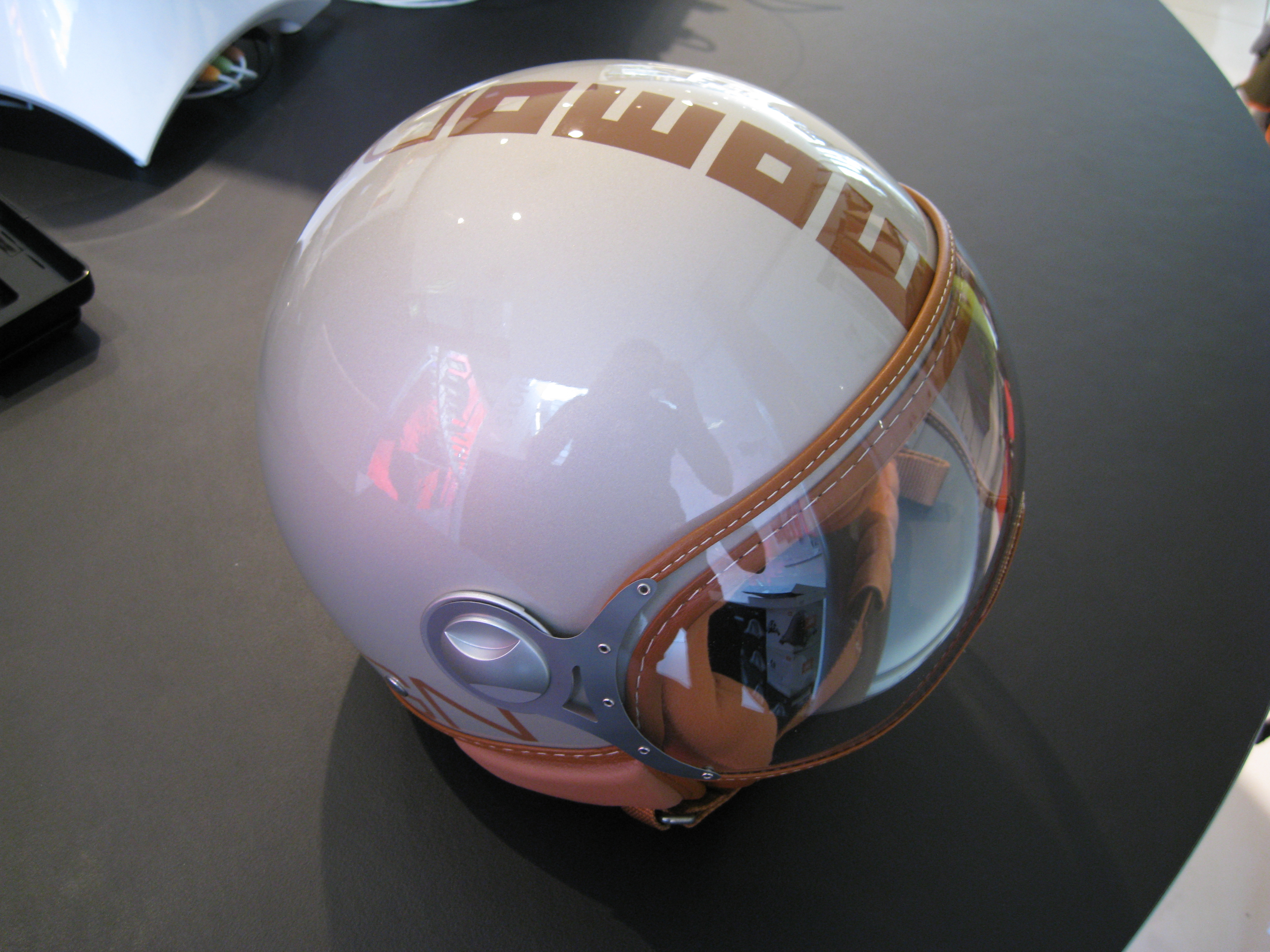
Un casque MOMO Design

La société de design et de style MOMO Design (typographié MOMODESIGN) est créée en 1981. Elle associe la marque « MOMO » par voie de licences et franchises à toutes sortes de produits, de la montre au vélo, en passant par les casques de scooter et le sportswear, les lunettes, la bagagerie et même une collection de carrelage. MOMO Design, qui est devenu une entité indépendante de MOMO à la fin des années 1990 sous la direction de Marco Cattaneo, dispose d'un magasin à Milan et de distributeurs partout dans le monde.

## Sport automobile
La société s'est impliquée fortement dans le sport automobile à la fin des années 1970 pour conquérir le marché américain. Par exemple, MOMO reste associé aux victoires de la Ferrari 333 SP dans le championnat IMSA GT (24 Heures de Daytona, 12 Heures de Sebring, 6 Heures de Watkins Glen...).